# Соколарство
Соколарство је лов помоћу соколова и сродних птица грабљивица (јастреб, кобац, орао) и дресирање птица за лов. Ова врста лова стара је и распрострањена готово по целом свету. Познају га Трачани, Римљани, Јапанци, Кинези, Киргизи, Монголи (Марко Поло у опису једног лова у Азији тврди да је учествовало 10.000 соколара), Индуси и др. народи. У Европи (Француска, Италија, Немачка, Холандија и др.) соколарство је уз лов са гепардима, норочито омиљен у средњем веку.
Соколарство је било познато и код Јужних Славена (владари и високи феудалци имају дворске соколаре). Краљ Сицилије Фридрих II написао је о соколарству Трактат у умећу лова са птицама. Призори из лова са соколовима честа су тема у ликовној уметности.
Године 2016. соколарство је уврштено на Унесковој листу нематеријалне културне баштине света, као живо културно наслеђе више земаља Европе, Азије и Северне Африке (Немачка, Аустрија, Белгија, Шпанија, Португалија, Француска, Мађарска, Италија, Чешка, Мароко, Саудијска Арабија, Уједињени Арапски Емирати, Пакистан, Казахстан, Катар, Сирија, Монголија, Јужна Кореја).

## Историја
Лов са соколовима и другим птицама грабљивицама је био познат у древним временима, најранији документовани доказ је откривен током ископавања асирске тврђаве Дур Шарукин, земљишни посед краља Саргона II (722-705 година пре Христа), где је на камену барељефу приказана два ловца, од којих један ради са птицама у ваздуху. У II п. н. е. соколарство је добро познато међу монголским номадима, кинеским царева, на Корејском полуострву, Индокини, Персији и Блиском истоку.
У западној Европи, лов са птицама грабљивицама је остао непознат, или непопуларан до III века, бар о томе се не помиње ни у римским или грчким изворима, упркос чињеници да је од I века нове ере, дошло до масовне миграције народа Централне Азије. Тек 1274, цар Светог римског царства Фридрих II Хоенштауфен написао Студију «De Arte Venandi cum Avibus» ("Уметност лова са птицама"), који описује правила соколарства. У средњем веку, и поред своје популарности у многим земљама у Европи, соколарство због законских ограничења и даље је доступно само вишим класама: на пример, у енглеском трактату «Boke of St. Albans» (1486) тврди се да је Сиви соко само за кнежеве и војводе.
Код словенских народа на територији савремене Русије постао је популаран лов негде крајем VIII-IX века, вероватно под утицајем номада Хазара, који су живели на територији данашњег Дагестана и Доње Волге. У XII веку кнез Олег на свом двору има одгајивачницу соколова. Руско соколарство достиже процват под царем Алексејем Михајловичем, а током његове владавине више од 3000 различитих птица грабљивица гаје се у селима у близини Москве, Коломенском и Семеновском. Све птице су биле подељене у групе, за сваку групу био је задужен по један соколар, који је испод себе имао више обичних соколара и јастребара. Чак се на двору уводи посебан церемонијал мајстор „Чувар соколова“.
У Србији соколарство некада било је веома распрострањено, тачно се знало ко какву птицу сме да држи, од обичног човека до цара. Чак манастир Студеница био је један од водећих центара соколарства у овом делу Европе. Што га је спасило од рушења при најезди Турака. Једно село на Копаонику, Ђерекаре, је доказ да се у Србији соколарство неговало. Име села потиче од речи Дерекар из грчког језика, што на српском значи соколар.
Дечански монаси су били соколари у време турске власти јер су тако, бар формално били привилеговани, иако им те привилегије у Арнаутлуку нису много помагале.